# 攀安知
攀安知（はんあんち/はねじ、生年不詳 - 1416年（永楽14年））は、15世紀琉球の後北山王国（後山北王国）の最後の国王（在位：1396年（洪武29年）あるいは1401年（建文3年） - 1416年（永楽14年））。
攀安知や怕尼芝は、個人名ではなくいずれも王統名「羽地」の漢字音訳と考えられている。
石井望は、前代の珉にもとづき攀安知は八幡按司であるとの説を立てる。等韻学では珉と閩とが同音で、閩は福建で「ばん」なので、珉も「ばん」だとして、山北の怕尼芝、珉、攀安知の三代はみな頭音「は」「ば」に「ｎ」音を加える形で、何らかの同一の継承名だとする。孫薇（そんび）は攀安知の攀を八幡（ばはん）だとする。よって石井望は怕尼、珉、攀はみな八幡であり、「ばはん」を縮めて「ばん」（珉）、按司を加えて「ぱんあじ」（攀安知）、転じて「ぱねじ」（怕尼芝）とする。

## 来歴
怕尼芝王統・北山王珉の長男。『中山世鑑』や『中山世譜』には「武芸絶倫」で「淫虐無道」と記されている。
『明史』に計14回の朝貢の記録が見えるが、中山王に比べて頻度が低く、北山の劣勢がうかがえる。
臣下の本部平原（もとぶていはら）が攀安知に中山攻撃を進言すると、本部平原と反目していた周辺の北山諸按司（国頭按司・羽地按司・名護按司など）が中山と内通しこれを伝える。
球陽では攀安知は、臣下を軽んじる無能な王として描かれている。しかし、球陽はあくまでも北山を討伐した琉球王国の視点で書かれているので真実ではないと思われる。その証拠として中山世鑑には武勇に優れた悲劇の英雄として描かれている。
1416年（永楽14年）、台頭する佐敷按司の思紹・巴志親子率いる中山軍（北山末裔の護佐丸も従軍）、北山諸按司の連合軍が今帰仁城を攻める（北山侵攻）。優勢ながらも堅固な城を攻めあぐねるが、護佐丸の計略により本部平原が裏切り城は落城。攀安知は本部平原を伐つと、居城の今帰仁城にて自刃した。伝承では攀安知一族は尽く討たれたとも、護佐丸らの手により南山に匿われたとも言う。
攀安知は「千代金丸」とよばれる譜代相伝の宝刀を持っていたが、没後、中山王の手に渡った。

## 系譜
（系譜は伝記による）
- 父：珉王（北山王）
- 母：不詳
- 妃：不詳
- 長男：仲昔北山太子
- 次男：志慶間子
- 三男：外間子
- 四男：喜屋武久子
- 五男：虎寿金

## 登場する作品
- 風雨来記2：ギャルゲー。伝承通りに描写されている。